# Course en ligne féminine aux championnats du monde de cyclisme sur route 2012
Navigation
2011 2013
La course en ligne féminine aux championnats du monde de cyclisme sur route 2012 a lieu le 22 septembre 2012 dans la province de Limbourg aux Pays-Bas.

## Participation

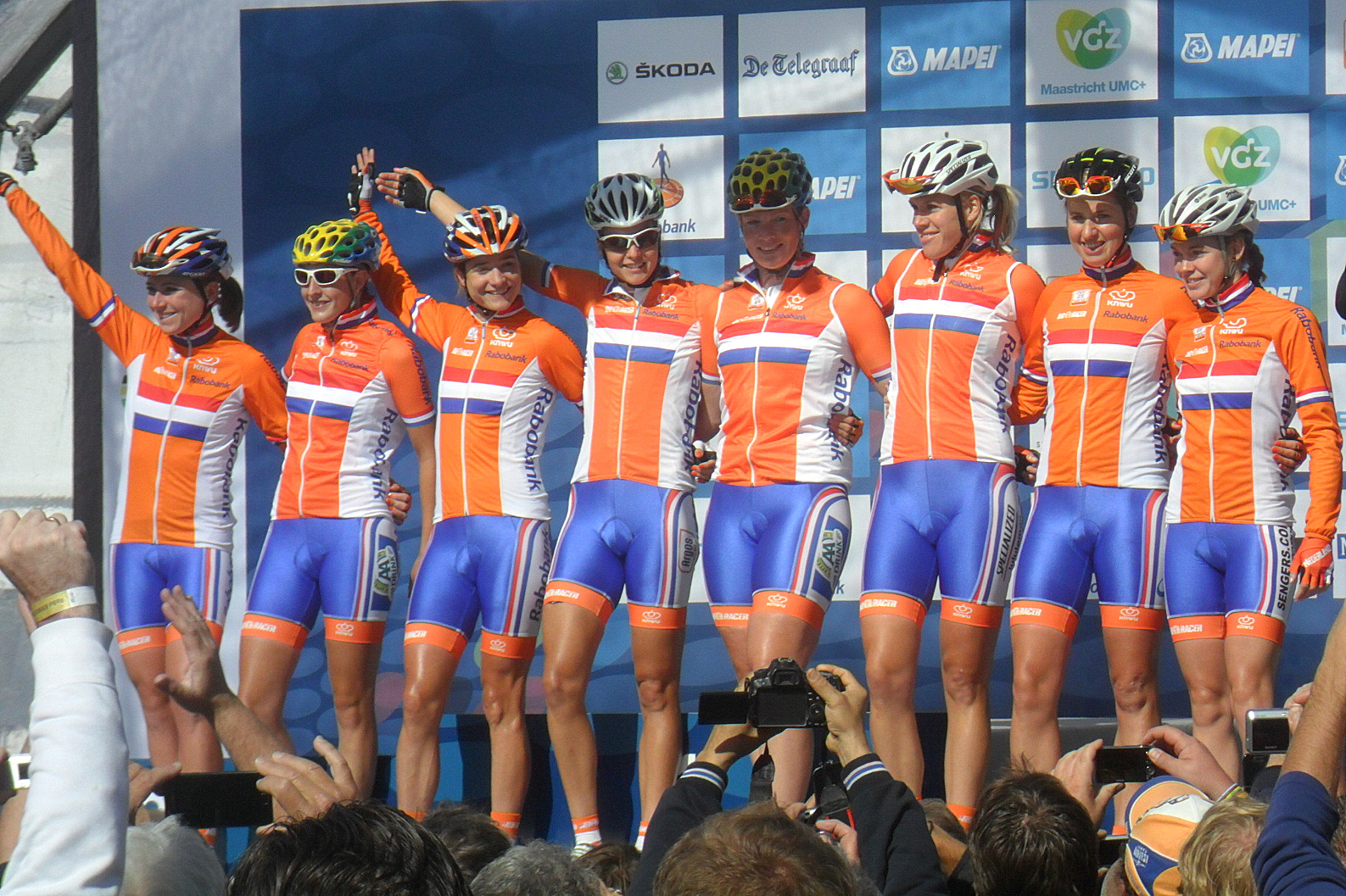
Vos avec l'equipe de Pays-Bas.

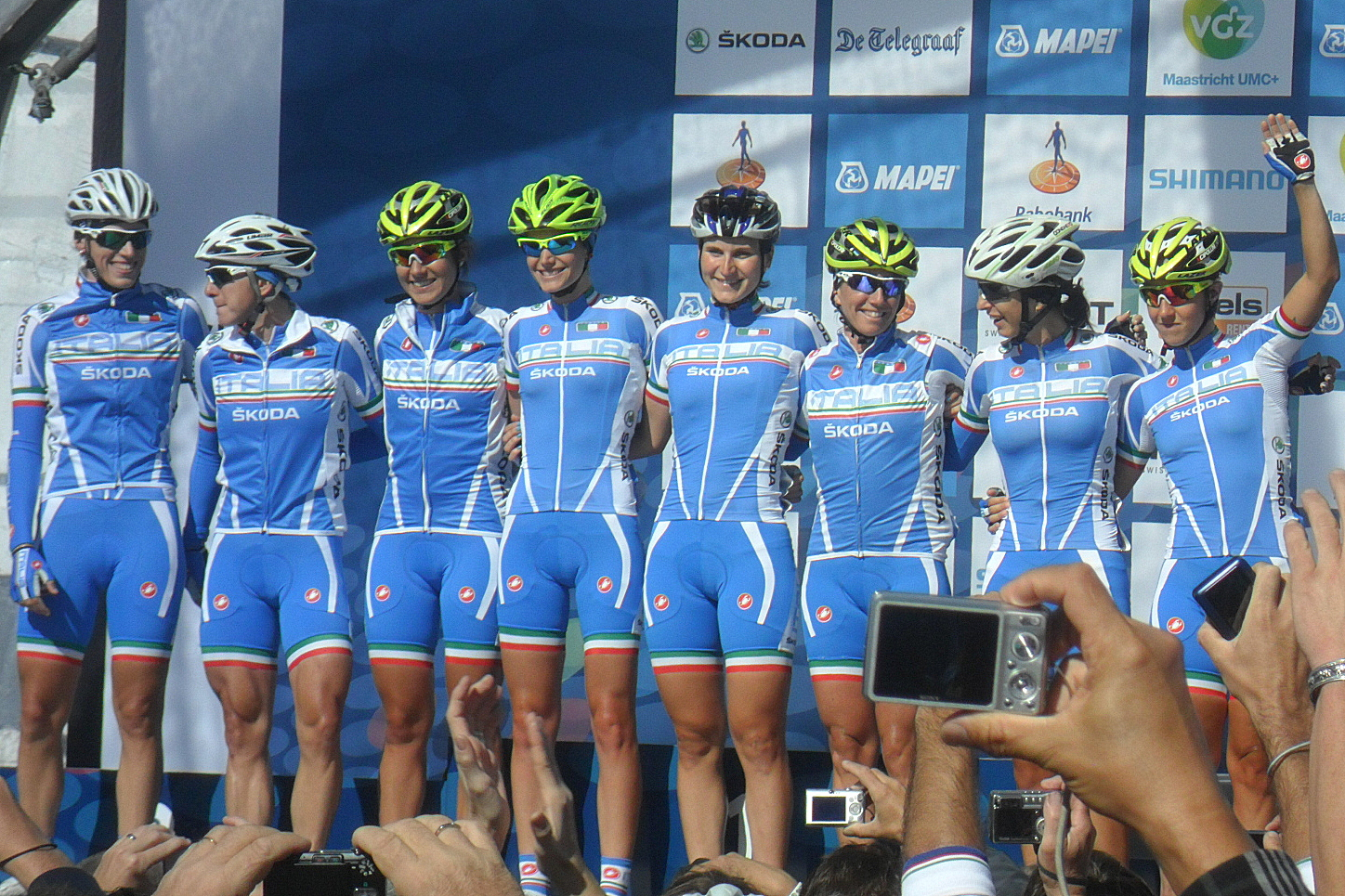
Bronzini avec l'equipe d'Italie.

L'épreuve est ouverte aux coureuses nées en 1993 et avant. Les quotas de place sont attribués selon le classement UCI par nations au 15 août :
- les Pays-Bas, l'Allemagne, les États-Unis, l'Italie, la Grande-Bretagne peuvent aligner sept coureuses au départ de la course ;
- l'Australie, la Suède, la Russie, le Canada, la Belgique, la France, la Nouvelle-Zélande, l'Afrique du Sud, le Brésil et la Biélorussie peuvent aligner six coureuses ;
- Cuba, le Venezuela, l'Ukraine, la Lituanie et la Chine peuvent aligner cinq coureuses.

Les autres nations, y compris celles non classées, peuvent qualifier trois coureuses au départ de la course.
La championne du monde Giorgia Bronzini, la championne olympique Marianne Vos et les championnes continentales sortantes peuvent être engagées en supplément de ces quotas.

## Prix
8 049 euros sont distribués à l'occasion de cette épreuve : 3 833 euros à la première, 2 683 à la deuxième et 1 533 à la troisième.

## Parcours
Cette épreuve emprunte le même circuit de 16,1 km que les courses en ligne des autres catégories. Les coureuses effectuent neuf tours de ce circuit, soit une distance de 144,9 km. Le circuit comprend deux côtes : le Bemelerberg (nl) (900 mètres à 5 %) et le Cauberg (1 200 mètres à 5,8 %). L'arrivée et le départ sont situés à Fauquemont, au sommet du Cauberg, lieu d'arrivée de l'Amstel Gold Race.

## Récit
Au bout d'environ deux heures de course, une échappée part avec l'Américaine Amber Neben, l'Italienne Rossella Ratto, l'Allemande Charlotte Becker, l'Australienne Rachel Neylan et la Néerlandaise Anna van der Breggen en son sein. Le groupe compte environ quarante secondes d'avance, quand à deux tours de l'arrivée Marianne Vos attaque seule dans le Cauberg. Elle rattrape rapidement l'échappée. Derrière, un groupe de poursuivants sort du peloton avec Elisa Longo Borghini, Emma Johansson, Liesbet De Vocht, Annemiek van Vleuten, Giorgia Bronzini, Tiffany Cromwell et Oxana Kozonchuk. À dix-neuf kilomètres de l'arrivée, la tête de la course est au pied du Cauberg. Marianne Vos accélère une nouvelle fois et n'est suivie que par Elisa Longo Borghini, Anna van der Breggen et Rachel Neylan. Dans le dernier tour, lors de la dernière ascension, Rachel Neylan attaque, mais se fait contrer par Marianne Vos. Elle prend le temps de récupérer un drapeau néerlandais pour fêter sa victoire et passe la ligne seule. Rachel Neylan est deuxième, Elisa Longo Borghini troisième.

## Classement
|                                    | Coureuse                 | Pays             |    | Temps           |
| ---------------------------------- | ------------------------ | ---------------- | -- | --------------- |
| Médaille d'or, Coupe du Monde      | Marianne Vos             | Pays-Bas         | en | 3 h 14 min 29 s |
| Médaille d'argent, Coupe du Monde  | Rachel Neylan            | Australie        | +  | 10 s            |
| Médaille de bronze, Coupe du Monde | Elisa Longo Borghini     | Italie           |    | 18 s            |
| 4                                  | Amber Neben              | États-Unis       |    | 33 s            |
| 5                                  | Anna van der Breggen     | Pays-Bas         |    | 55 s            |
| 6                                  | Rossella Ratto           | Italie           |    | 3 min 40 s      |
| 7                                  | Linda Villumsen          | Nouvelle-Zélande |    | 4 min 37 s      |
| 8                                  | Judith Arndt             | Allemagne        |    | 4 min 37 s      |
| 9                                  | Emma Johansson           | Suède            |    | 4 min 37 s      |
| 10                                 | Paulina Brzeźna          | Pologne          |    | 4 min 37 s      |
| 11                                 | Annemiek van Vleuten     | Pays-Bas         |    | 4 min 37 s      |
| 12                                 | Ashleigh Moolman         | Afrique du Sud   |    | 4 min 37 s      |
| 13                                 | Joëlle Numainville       | Canada           |    | 4 min 37 s      |
| 14                                 | Alena Amialiusik         | Biélorussie      |    | 4 min 37 s      |
| 15                                 | Emma Pooley              | Royaume-Uni      |    | 4 min 37 s      |
| 16                                 | Evelyn Stevens           | États-Unis       |    | 4 min 37 s      |
| 17                                 | Jessie Daams             | Belgique         |    | 4 min 37 s      |
| 18                                 | Liesbet De Vocht         | Belgique         |    | 4 min 37 s      |
| 19                                 | Hanka Kupfernagel        | Allemagne        |    | 4 min 49 s      |
| 20                                 | Giorgia Bronzini         | Italie           |    | 4 min 49 s      |
| 21                                 | Leah Kirchmann           | Canada           |    | 4 min 49 s      |
| 22                                 | Inga Čilvinaitė          | Lituanie         |    | 4 min 49 s      |
| 23                                 | Cecilie Gotaas Johnsen   | Norvège          |    | 4 min 49 s      |
| 24                                 | Oxana Kozonchuk          | Russie           |    | 4 min 49 s      |
| 25                                 | Yevgeniya Vysotska       | Ukraine          |    | 4 min 49 s      |
| 26                                 | Ivanna Borovichenko      | Ukraine          |    | 4 min 49 s      |
| 27                                 | Larisa Pankova           | Russie           |    | 4 min 49 s      |
| 28                                 | Anna Sanchis             | Espagne          |    | 4 min 49 s      |
| 29                                 | Carmen Small             | États-Unis       |    | 4 min 49 s      |
| 30                                 | Karol-Ann Canuel         | Canada           |    | 4 min 49 s      |
| 31                                 | Tiffany Cromwell         | Australie        |    | 4 min 52 s      |
| 32                                 | Tatiana Antoshina        | Russie           |    | 4 min 54 s      |
| 33                                 | Megan Guarnier           | États-Unis       |    | 4 min 54 s      |
| 34                                 | Charlotte Becker         | Allemagne        |    | 4 min 54 s      |
| 35                                 | Eneritz Iturriaga        | Espagne          |    | 4 min 58 s      |
| 36                                 | Clemilda Fernandes Silva | Brésil           |    | 4 min 58 s      |
| 37                                 | Edwige Pitel             | France           |    | 4 min 58 s      |
| 38                                 | Elena Cecchini           | Italie           |    | 4 min 58 s      |
| 39                                 | Sharon Laws              | Royaume-Uni      |    | 4 min 58 s      |
| 40                                 | Sofie De Vuyst           | Belgique         |    | 4 min 58 s      |
| 41                                 | Kelly Druyts             | Belgique         |    | 4 min 58 s      |
| 42                                 | Martina Ruzickova        | Tchéquie         |    | 4 min 58 s      |
| 43                                 | Annelies Van Doorslaer   | Belgique         |    | 4 min 58 s      |
| 44                                 | Kristin McGrath          | États-Unis       |    | 4 min 58 s      |
| 45                                 | Claudia Häusler          | Allemagne        |    | 4 min 58 s      |
| 46                                 | Alexandra Bourchenkova   | Russie           |    | 4 min 58 s      |
| 47                                 | Pauline Ferrand-Prévot   | France           |    | 5 min 3 s       |
| 48                                 | Lucinda Brand            | Pays-Bas         |    | 5 min 3 s       |
| 49                                 | Olena Sharga             | Ukraine          |    | 5 min 3 s       |
| 50                                 | Cherise Taylor           | Afrique du Sud   |    | 5 min 3 s       |
| 51                                 | Lise Nøstvold            | Norvège          |    | 5 min 3 s       |
| 52                                 | Małgorzata Jasińska      | Pologne          |    | 5 min 3 s       |
| 53                                 | Shara Gillow             | Australie        |    | 5 min 3 s       |
| 54                                 | Ane Santesteban Gonzalez | Espagne          |    | 5 min 3 s       |
| 55                                 | Amélie Rivat             | France           |    | 5 min 3 s       |
| 56                                 | Kataržina Sosna          | Lituanie         |    | 5 min 3 s       |
| 57                                 | Trixi Worrack            | Allemagne        |    | 5 min 3 s       |
| 58                                 | Andrea Dvorak            | États-Unis       |    | 5 min 3 s       |
| 59                                 | Olivia Dillon            | Irlande          |    | 5 min 39 s      |
| 60                                 | Nicole Cooke             | Royaume-Uni      |    | 5 min 39 s      |
| 61                                 | Petra Zrimsek            | Slovénie         |    | 5 min 39 s      |
| 62                                 | Jennifer Hohl            | Suisse           |    | 5 min 39 s      |
| 63                                 | Edita Janeliūnaitė       | Lituanie         |    | 5 min 39 s      |
| 64                                 | Francesca Cauz           | Italie           |    | 5 min 39 s      |
| 65                                 | Verónica Leal Balderas   | Mexique          |    | 5 min 39 s      |
| 66                                 | Nikki Harris             | Royaume-Uni      |    | 5 min 39 s      |

|    | Coureuse               | Pays                       |   | Temps      |
| -- | ---------------------- | -------------------------- | - | ---------- |
| 67 | Véronique Labonté      | Canada                     | + | 5 min 39 s |
| 68 | Amanda Spratt          | Australie                  |   | 5 min 39 s |
| 69 | Adrie Visser           | Pays-Bas                   |   | 5 min 41 s |
| 70 | Ina-Yoko Teutenberg    | Allemagne                  |   | 5 min 41 s |
| 71 | Jessie MacLean         | Australie                  |   | 6 min 4 s  |
| 72 | Gracie Elvin           | Australie                  |   | 6 min 4 s  |
| 73 | Marta Tagliaferro      | Italie                     |   | 6 min 4 s  |
| 74 | Noemi Cantele          | Italie                     |   | 6 min 4 s  |
| 75 | Hanna Nilsson          | Suède                      |   | 6 min 4 s  |
| 76 | Evelyn Arys            | Belgique                   |   | 6 min 4 s  |
| 77 | Kirsten Wild           | Pays-Bas                   |   | 6 min 4 s  |
| 78 | Sandrine Bideau        | France                     |   | 6 min 22 s |
| 79 | Tatiana Guderzo        | Italie                     |   | 7 min 1 s  |
| 80 | Lilibeth Chacon Garcia | Venezuela                  |   | 8 min 24 s |
|    | Lex Albrecht           | Canada                     |   | hors délai |
|    | Miriam Bjørnsrud       | Norvège                    |   | hors délai |
|    | Romy Kasper            | Allemagne                  |   | abandon    |
|    | Loren Rowney           | Australie                  |   | abandon    |
|    | Siobhan Dervan         | Irlande                    |   | abandon    |
|    | Aleksandra Sosenko     | Lituanie                   |   | abandon    |
|    | Serika Gulumá          | Colombie                   |   | abandon    |
|    | Doris Schweizer        | Suisse                     |   | abandon    |
|    | Daniela Pintarelli     | Autriche                   |   | abandon    |
|    | Lise Olivier           | Afrique du Sud             |   | abandon    |
|    | Aleksandra Chekina     | Russie                     |   | abandon    |
|    | Martina Ritter         | Autriche                   |   | abandon    |
|    | Mayuko Hagiwara        | Japon                      |   | abandon    |
|    | Maria Briceno          | Venezuela                  |   | abandon    |
|    | Rimma Luchshenko       | Kazakhstan                 |   | abandon    |
|    | Audrey Cordon          | France                     |   | abandon    |
|    | Sara Mustonen          | Suède                      |   | abandon    |
|    | Jessica Kihlbom        | Suède                      |   | abandon    |
|    | Patricia Schwager      | Suisse                     |   | abandon    |
|    | Sophie Creux           | France                     |   | abandon    |
|    | Joanna van de Winkel   | Afrique du Sud             |   | abandon    |
|    | Katie Colclough        | Royaume-Uni                |   | abandon    |
|    | Shelley Olds           | États-Unis                 |   | abandon    |
|    | Emilia Fahlin          | Suède                      |   | abandon    |
|    | Ellen van Dijk         | Pays-Bas                   |   | abandon    |
|    | Loes Gunnewijk         | Pays-Bas                   |   | abandon    |
|    | Emily Collins          | Nouvelle-Zélande           |   | abandon    |
|    | Eugenia Bujak          | Pologne                    |   | abandon    |
|    | Olena Pavlukhina       | Ukraine                    |   | abandon    |
|    | Anna Nahirna           | Ukraine                    |   | abandon    |
|    | Semra Yetis            | Turquie                    |   | abandon    |
|    | Rotem Gafinovitz       | Israël                     |   | abandon    |
|    | Mia Radotić            | Croatie                    |   | abandon    |
|    | Mayra Del Rocio Rocha  | Mexique                    |   | abandon    |
|    | Kathryn Bertine        | Saint-Christophe-et-Niévès |   | abandon    |
|    | Kaat Hannes            | Belgique                   |   | abandon    |
|    | Robyn de Groot         | Afrique du Sud             |   | abandon    |
|    | An-Li Pretorius        | Afrique du Sud             |   | abandon    |
|    | Sari Saarelainen       | Finlande                   |   | abandon    |
|    | Polona Batagelj        | Slovénie                   |   | abandon    |
|    | Roberta Monaldini      | Saint-Marin                |   | abandon    |
|    | Isabelle Soderberg     | Suède                      |   | abandon    |
|    | Lenore Pipes           | Guam                       |   | abandon    |
|    | Julia Martisova        | Russie                     |   | abandon    |
|    | Andrea Graus           | Autriche                   |   | abandon    |
|    | Yennifer Cesar         | Venezuela                  |   | abandon    |
|    | Emma Crum              | Nouvelle-Zélande           |   | abandon    |
|    | Kate Chilcott          | Nouvelle-Zélande           |   | abandon    |
|    | Martina Sáblíková      | Tchéquie                   |   | abandon    |
|    | Agne Silinyte          | Lituanie                   |   | abandon    |
|    | Ursa Pintar            | Slovénie                   |   | abandon    |
|    | Pavlina Sulcova        | Tchéquie                   |   | abandon    |